# خوسيه رودريغوس ألفيس
خوسيه رودريغوس ألفيس (بالبرتغالية: José Rodrigues Alves‏) (29 مارس 1986 في البرتغال - ) هو لاعب كرة قدم برتغالي في مركز الدفاع. شارك مع منتخب البرتغال تحت 16 سنة لكرة القدم ومنتخب البرتغال تحت 17 سنة لكرة القدم. أما مع النوادي، فقد لعب مع نادي أندورينها وU.D. Santana ‏ وA.D. Pontassolense ‏ وCS Otopeni ‏ وS.C. Braga B ‏.